# Isabelle Blancová
Isabelle Blancová (* 25. července 1975 Nîmes) je bývalá francouzská snowboardistka. Na olympijských hrách v Salt Lake City roku 2002 vyhrála paralelní obří slalom, při olympijské premiéře této disciplíny. Krom toho má dvě slalomová zlata z mistrovství světa, z roku 1999 z paralelního obřího slalomu a z roku 2003 z paralelního slalomu. Ve světovém poháru stála 39krát na pódiu, třináctkrát na stupni nejvyšším. Má tři křišťálové glóby za celkové vítězství v jednotlivých disciplínách ve světovém poháru: roku 2000 za paralelní slalom, v letech 2000 a 2002 za paralelní obří. Začínala jako alpská lyžařka, ke snowboardu přešla v osmnácti letech. Po skončení závodní kariéry v roce 2006 si založila společnost GLYS, audiovizuální produkční společnost specializující se na nová média. Krom toho se hodně věnovala i lokální politice, v barvách gaullistické Unie pro lidové hnutí.